# La base atomica
La base atomica ("Atómstöðin" in islandese) è un romanzo dello scrittore premio Nobel per la letteratura islandese Halldór Laxness. Pubblicato in originale nel 1948, comparve in Italia in una prima versione nel 1968 col titolo Base atomica in Islanda nella collana I premi Nobel per la letteratura edita da Fratelli Fabbri Editori, poi ripubblicato da Iperborea nel 2014 col titolo attuale. Racconta le vicende di una ragazza islandese originaria delle zone rurali del nord alle prese con l'ambiente della capitale in un periodo storico e politico piuttosto turbolento.
Dal romanzo nel 1984 fu realizzata una trasposizione cinematografica.

## Sfondo
Atómstöðin, scritto tra il 1946 e il 1947, fu pubblicato nel 1948. Sullo sfondo del romanzo c'è l'occupazione britannica dell'Islanda durante la seconda guerra mondiale nel 1940, a cui poi seguirono gli americani nel 1941. Molti vedevano minacciata l'indipendenza dell'Islanda a causa della richiesta degli Stati Uniti d'America di installare una base militare a Keflavík per 99 anni (nel 1946). In ogni caso, il Parlamento Islandese (l'Alþingi) alla fine accettò la richiesta e concluse il Contratto di Keflavik. Laxness era critico sul fatto che la giurisdizione islandese non fosse applicabile all'area della base militare. Ma soprattutto, vedeva una minaccia alla vita degl'islandesi, perché nel caso di una guerra atomica, l'Islanda sarebbe potuta diventare un potenziale obiettivo a causa della base militare. Queste paure si basavano sull'impressione lasciata dalle due bombe atomiche recentemente lanciate su Hiroshima e Nagasaki.
Laxness cominciò a scrivere il romanzo poco dopo questi eventi.

## Trama
Ugla, una ragazza quasi priva d'educazione, si trasferisce da una remota valle dell'Islanda settentrionale alla capitale Reykjavík per lavorare come domestica alle dipendenze di Búi Árland, membro del parlamento, allo scopo di imparare a suonare l'organo. Si scontra con un mondo che le è del tutto estraneo: la moglie e i figli del suo datore di lavoro le appaiono viziati, snob e arroganti, e persino il fatto di essere trattata con gentilezza dal padrone di casa, la cui presenza basta a farle tremare le gambe, è per lei causa di imbarazzo. L'incontro con uno strano personaggio che offre gratuitamente lezioni d'organo la mette però in contatto con un ambiente diverso, dove si raccolgono personaggi singolari ma dall'indiscutibile fascino. E la curiosità porta Ugla a partecipare anche alle riunioni di una cellula comunista, dove si ritrova in compagnia di persone che sente finalmente affini. La richiesta statunitense di ottenere la sovranità di una baia dove installare una base militare provoca fermenti e proteste in città, e la casa del dottor Árland è uno dei luoghi dove si gioca il destino della piccola nazione. Ma tutto questo non interessa molto a Ugla, che nella casa dell'organista ha incontrato un ragazzo silenzioso con una vocazione, ed un tiro della sorte li porta a passare la notte insieme. Nello stesso periodo il conflitto tra questa ragazza venuta dal nord e la padrona di casa raggiunge il suo culmine, ma a lasciare l'abitazione è la seconda, e quando anche il signor Árland è costretto ad una temporanea assenza la situazione già non facile diventa del tutto ingestibile. Guðný, la figlia adolescente degli Árland rimane incinta, e tocca a Ugla salvarla dal classico gesto estremo, per poi avvisare il padre, che la porta ad abortire. Scelta che invece Ugla non prende in considerazione per il bambino che porta in grembo, anche se il ragazzo che ne è padre non sembra trovare un ruolo definito nel suo futuro. E dopo un tumultuoso confronto con il signor Árland, a cui non riesce comunque a negarsi, Ugla lascia la città per tornare al proprio luogo di origine, rifugio sicuro per la nascita in arrivo.
Nella valle di Eystridalur, dove le saghe islandesi medioevali costituiscono ancora le principali fonti di conoscenza e discussione, la nuova chiesa sta prendendo velocemente forma, non senza qualche libertà, come originale è la fede di chi vive in queste zone. Vi arriva comunque l'eco dei contrasti politici che continuano a percorrere la città, facendo recapitare nelle mani di Ugla un biglietto eloquente. E dopo la nascita della piccola Guðrún, si fa vedere anche il ragazzo silenzioso, con una proposta di matrimonio che viene però respinta dall'orgogliosa ragazza. La visita di altri due personaggi da lei ben conosciuti, latori di un carico di grande significato storico e politico la spinge comunque al ritorno in città. Una volta arrivata non riesce a resistere alla tentazione di chiamare il suo ex datore di lavoro, finendo nuovamente vittima della sua capacità di persuasione. Ma la proposta di una nuova vita è troppo anche per lei, e dopo una notte passata in sua compagnia Ugla lo abbandona, incontrando un conoscente dei tempi delle lezioni d'organo che la mette al corrente della cattiva fortuna che ha colpito il loro Paese e il ragazzo silenzioso. Una visita dall'organista le permette finalmente di fare chiarezza riguardo ai propri sentimenti verso il padre di sua figlia, e mentre sta recandosi alla prigione con i soldi per la sua cauzione Ugla si ritrova a passare davanti alla cattedrale proprio mentre viene celebrata la cerimonia per il ritorno in Patria delle spoglie del Prediletto della Nazione, tra l'indifferenza e l'ostilità della gente, consapevole di esser stata tradita dai suoi stessi rappresentanti.

## Edizioni italiane
- Halldór Laxness, La base atomica, traduzione di Alessandro Storti, Milano, Iperborea, 2014  [1948], ISBN 978-88-7091-528-0.